# Rafael Argullol
Rafael Argullol Murgadas (Barcelona, 1949) es narrador, poeta y ensayista español.

## Vida y obra
Rafael Argullol nace en Barcelona el 9 de mayo de 1949. Inicia su escolarización a los 3 años y a los 6 entra en la Escuela Pía (Colegio Balmes) para iniciar su educación primaria. Principalmente, recibe una formación cristiana que, a fines de su periplo en primaria, y sobre todo, a inicios de su etapa preuniversitaria, pondrá en tela de juicio. Precisamente, durante esta etapa previa a la universidad, se unirá al movimiento estudiantil, defendiendo el ideal comunista. En el año 1966, coincidiendo con su primer año universitario en Medicina, se afilia al PSUC y mantiene una militancia política activa en contra del régimen. Dicha filiación durará varios años hasta finalizar en 1974. 
Simultáneamente, en 1967, cursa los estudios de Filosofía y de Economía y en el 1969 inicia los de Ciencias de la Información. Asimismo, en ese mismo año 69 es encarcelado un trimestre vez tras protagonizar diversas manifestaciones contra el régimen franquista. Posteriormente, en 1971 volverá a ser encarcelado varios meses, tras una redada policial. 
Funda la editorial Fontamara en 1971 y ejerce de editor en la misma hasta 1974, año en el que tras recibir una Beca del Ministerio de Asuntos Exteriores italiano, se marcha a vivir a Roma y Florencia. Residirá allí hasta 1978, sin embargo, los viajes a lo largo de Europa serán muy frecuentes en esos años, sobre todo serán importantes sus viajes a Berlín, Tanzania y, sobre todo, al Sahara, en el que vivirá experiencias importantes que plasmará en el documental Pueblo Saharaui.
En 1978 retorna al mundo de la edición y funda la editorial Icaria. Asimismo, un año después, presentará su tesis doctoral acerca de la Razón Romántica, en la que abordará la condición trágica del Héroe romántico, de la mano, entre otros muchos, de Hölderlin, Keats y Leopardi.
En 1980 publica su primer libro, el poemario Disturbios del conocimiento, y se marcha a la Universidad de Berkeley, para ser Visitng Scholar. En dicha estancia efectúa varios viajes que serán trascendentales en su posterior desarrollo poético y literario. Un año después, en 1981, publica su primera novela: Lampedusa.
En 1982 retorna a Barcelona para ejercer como Profesor No Numerario en la Facultad de Filosofía y letras de la Universidad de Barcelona, así como inicia su colaboración en El País. Asimismo, publicará en este año El Quattrocento.
En 1983 publica el ensayo La atracción del abismo y, un año después, los ensayos El Héroe y el Único y Leopardi. Infelicidad y titanismo. En 1985 edita Tres miradas sobre el arte, y en 1986 el poemario Duelo en el valle de la Muerte y la novela El asalto del cielo.
En 1987 publica el ensayo Territorio del Nómada y en 1989 la novela Desciende, río invisible. En el año 1990 edita el primer libro de lo que Argullol denomina escritura transversal, El fin del mundo como obra de arte.
En el año 1992, se publica la obra El cansancio de Occidente, una obra escrita conjuntamente con Eugenio Trías. En el año 1993 escribe La Razón del mal, obra que gana el Premio Nadal en 1994. En ese mismo año 1994, se traslada de la Universidad de Barcelona a la Universitat Pompeu Fabra como catedrático de estética y teoría de las artes y publica el ensayo Sabiduría de la ilusión.
En 1996 da una vuelta más a su escritura transversal en la obra El cazador de instantes. A su vez, en este año, es operado de urgencia para tratar la rotura de una vértebra cervical que aprisionaba y apuñalaba su nervio, después de volver de un viaje a La Habana. Un año después, en 1997, realiza un importante viaje a Rusia, con el objetivo de escribir un guion cinematográfico que, posteriormente, fue adaptado como novela en su obra Transeuropa, editada en 1998.  
En 1999 vuelve a publicar poesía con El afilador de cuchillos y, un año después, publica el ensayo Aventura. Una filosofía Nómada. En 2001 plasma toda su tortura cervical en la novela Davalú. En ese mismo año 2001, sufre un ataque al corazón. 
En 2002 obtiene el Premio Internacional de Ensayo Casa de América con su obra Una educación sensorial. Historia personal del desnudo femenino en la pintura. Un año después, en 2003, editará Manifiesto contra la servidumbre y El puente de fuego. Cuaderno de travesía. 1996-2002.
En esos mismos años 2002, 2003 y 2004 conoce y comienza a colaborar con La Fura dels Baus, en particular, en la versión de La Fura de La Flauta Mágica de Mozart. Entre 1999 y 2004 hace varios viajes a la India para preparar el diálogo con el pensador Vidya Nivas Mishra, que más delante de ese mismo año 2004, se recogerá en la obra editada por Òscar Pujol, Del Ganges al Mediterráneo.
En 2006 edita simultáneamente Enciclopedia del crepúsculo y Breviario de la aurora y se embarca, entre los años 2006 y 2008, con La Fura dels Baus en el proyecto Naumon, a recorrer diversos puertos del Mediterráneo para ofrecer dicho espectáculo. 
En 2010 sale a la luz, tras siete años de escritura y otro de preparación, la obra Visión desde el fondo del mar, su obra más ambiciosa hasta el momento y en la que lleva a la escritura transversal a su punto más álgido. Gana varios premios por la misma (Premio Ciutat de Barcelona, Premio Cálamo) Además, en este mismo año publica los poemarios Cantos del Naumon y El poema de la serpiente, resultado ambos de sus colaboraciones con los espectáculos de La Fura del Baus.
En 2013 edita el ensayo Maldita Perfección y el diálogo con médico Moisés Broggi, Moisès Broggi, cirurgià, l’any 104 de la seva vida. Un año después, publica Pasión del Dios que quiso ser hombre y en 2015, Mi Gaudí espectral. Precisamente, en ese mismo año obtendrá el Premio Observatorio Achtall de Ensayo.
Tras tres años de escritura diaria, compone Poema, que sale a la luz en 2017 y en 2018 se edita el breve relato contenido en Visión del fondo del mar, Tratado erótico-teológico. En el 2018, además, trabaja en la opera El enigma di Lea, con Benet Casablancas, que se estrenará mundialmente en el Liceo, un año más tarde, y publicará el libreto de la misma: El enigma de Lea. Cuento mítico para una ópera. La ópera, a su vez, obtiene el Premio Alicia a la Mejor Creación 2019.
En 2020 se publican las conversaciones mantenidas con Fèlix Riera en el programa radiofónico Les Passions segons Rafael Argullol, con el título Pasiones.
En 2023 publicó una nueva obra que culmina su escritura transversal con el título de “Danza humana”, en el que combina ensayo, poesía y narración.